# Toledo
 Ovo je glavno značenje pojma Toledo. Za druga značenja pogledajte Toledo (razdvojba).
Toledo je grad u Španjolskoj. Upravno je sjedište autonomne zajednice Kastilja-La Mancha (špa. Castilla-La Mancha) te sjedište nadbiskupije. Godine 2008. imao je 80.810 stanovnika.
Grad leži na granitnoj uzvisini (529 m) iznad rijeke Tajo, oko 70 km jugozapadno od Madrida. Stari dio grada nalazi se na popisu UNESCO-ove Svjetske baštine.

## Povijest grada

### Osnivanje
Iako legenda govori da je Herkul osnivač grada Toleda, arheološka iskapanja pokazuju da su grad osnovali Kelto-Iberi u brončanom dobu. Ubrzo je poprimio velik značaj u kartaškoj regiji.

### Rimsko doba
Rimljani ga osvajaju 192. pr. Kr. pod vodstvom Marka Fluvia Nuvilora. Pod imenom Toletum postaje glavni grad pokrajine Karpetanije. Već u ono doba bio je raskrižje puteva cijelog Pirinejskog poluotoka i strateška točka, priželjkivana od mnogih, s koje se kontrolirao centar teritorija. U doba Rimske Republike Toletum je zadobio pravo na kovanje novca, a ostao je poznat i do današnjih dana po svojim prepoznatljivim mačevima i noževima.

### Prijestolnica Vizigota
Od 5. stoljeća barbarski narodi prelaze granice Rimskog Carstva tako da Alani, pleme koje među prvima dolazi do Karpetanije, prvi preuzimaju grad od Rimljana 411. g., ali ga gube sedam godina kasnije kada prelazi u ruke Vizigota.
Kralj Atanagild smješta svoj dvor u Toledo, dok ga kralj Leovigild 8. svibnja 589. g., za vrijeme III. crkvenog koncila u Toledu, proglašava prijestolnicom kraljevine Vizigota, koja tim činom postaje prva nezavisna država na području Pirinejskog poluotoka. Zbog prisutnosti kralja i crkvene hijerarhije grad je morao pretrpjeti značajne promjene u izgradnji urbanog tkiva.
Posljednji kralj Vizigota Rodrigo suprotstavio se na čelu svoje vojske muslimanskim trupama u bitci kod Guadalete godine 711., gdje je bio poražen i ubijen te grad pada u ruke Arapa.

### Crkveni koncili u Toledu
U Toledu su održana tri crkvena koncila Zapada (latinskog kršćanstva): 396., 400. i 589. godine. Osobito je značajan posljednji na kojem je donesena odluka da se Nicejsko-carigradskom vjerovanju (Credo) doda riječ Filioque, označujući da Duh Sveti ne proizlazi samo od Oca, nego i od Sina (ex Patre Filioque procedit). Teološki spor oko te formule konačno je doveo do raskida istočnog i zapadnog kršćanstva 1054. g.

### Pod vlašću Arapa (711. – 1085.)
Arapi (Mauri) osvojili su Toledo 711. godine i nadjenuli mu ime Tulaitula. Grad je imao tu sreću da, nakon odlaska Vizigota kojima je bio prijestolnica, dobije još veći zamah i značaj u svakome pogledu, ponajprije zahvaljujući arapskoj toleranciji. Toledo je do 1035. bio u sastavu Córdobskog kalifata. Ekonomski i kulturni procvat doživljava 1035. – 1085. kao prijestolnica nezavisnog emirata.

### Glavni grad Kastilje i Španjolske (do 1565.)
Godine 1085. Toledo je zauzeo Alfons VI. Hrabri, kralj Leóna i Kastilje te ga je učinio svojom prijestolnicom. Nakon ujedinjenja Kastilje i Aragona 1516. godine, Toledo postaje prijestolnicom cijele Španjolske, do 1565. kada tu funkciju preuzima Madrid.
Od 1520. do 1522. Toledo je jedno od sjedišta otpora gradskih komuna (comunidades) kraljevskom apsolutizmu kojeg nameće Karlo V. Habsburški.

### Utjecaj arapske učenosti na zapad
Osobit se značaj pripisuje osvajanju toledske biblioteke, s brojnim dragocjenim spisima. Protivno ranijim običajima, kršćani su ih sačuvali, proučavali i prevodili na latinski. Veliki značaj imali su židovski učenjaci, koji su dobro vladali hebrejskim, latinskim i arapskim jezikom.
Osobito značajno bilo je prevođenje s arapskog na latinski spisa Aristotela i drugih grčkih autora, koji su na zapadu bili izgubljeni; mnogi od njih pronađeni su u osvojenoj knjižnici u Toledu. Toma Akvinski i drugi skolastičari XIII - XIV. st. poznavali su Aristotela jedino u prijevodu na latinski; tek kasnije su postali poznati i grčki izvornici.

### Kasnija povijest
Nakon što je prijestolnica preselila u Madrid, Toledo je stoljećima stagnirao. U 19. i 20. stoljeću utvrda Alcázar postala je poznata kao vojna akademija. Na početku Španjolskog građanskog rata osvojile su je republikanske snage.
Danas je Toledo grad kojeg, zbog netipično velikog broja kulturno-povijesnih spomenika, godišnje posjete tisuće turista.

## Znamenitosti
Povijesno središte starog grada je već 1940. god. proglašeno španjolskim povijesno-umjetničkim spomenikom, a 1987. god. upisano je na UNESCO-ov popis mjesta svjetske baštine u Europi. Zaštićeni lokalitet uključuje:
- Most Puente de Alcántara datira još iz rimskih vremena, a jedno vrijeme bio je jedini ulaz hodočasnicima u grad.
- Malena crkva El Cristo de la Luz je bila džamijom iz 999. god. kojoj je dodana Mudejar apsida čime je pretvorena u crkvu.
- Džamija Tornerias (Mezquita de las Tornerías) iz 11. st.
- Castillo de San Servando, srednjovjekovni dvorac na obali Targusa u ojem je smještena vojna Pješačka akademija.
- Gotička katedrala u Toledu iz 13. st., u kojoj se nalazi barokni Transparente koji je projektirao Narcisso Tome (1721.). On ispunjava gotičku Gospinu kapelu iza glavnog oltara. Sastavljen je od skulptura od štuka (Posljednja večera) i svjetla koje domišljato pada iz otvora umetnutog u gotički svod kapele.[1]
- Palača Galiana iz 13. st., mudejar stil
- Gradska vrata Puerta del Sol su djelo vitezova Hospitalaca iz 14. st.
- U Crkvi sv. Tome (Iglesia de Santo Tome), u Mudejar stilu iz 14. st., nalazi se slavna slika Pogreb grofa Orgaze (El Greco)
- Samostan sv. Ivana iz Reyesa (Monasterio de San Juan de los Reyes) u elizabetskoj gotici iz 15. st.
- Dvorac Alcazar u Toledu iz 16. st. nalazi se na najvišem mjestu u gradu, a od 2009. god. u njemu se nalazi Vojni muzej.
- Renesansna Bolnica sv. Križa (Museo-Hospital de Santa Cruz) iz 16. st.
- Renesansna Hospital de Tavera Museum Duque de Lerma iz 16. st. je utjecala na plan El Escoriala.
- Muzej El Greca je obnovljena kuća slavnog slikara u kojoj se nalaze neke njegove važne slike.
- Santa Maria la Blanca je najstarija europska sinagoga koja još uvijek stoji, danas u vlasništvu katoličke Crkve.
- Synagogue de el Transito u židovskoj četvrti je dom sefardskom muzeju.
- Crkva sv. Jakova iz Arrabala (Santiago del Arrabal) u Mudejar stilu.

Kako bi obilježili 400 godina izdavanja Don Kihota, vlasti Kastilje-La Manche su po cijelom gradu organizirali rute koje se spominju u slavnom romanu.
- Džamija Cristo de la Luz
- Dvorac San Servando
- Toledski Alcazar
- Puerta del Sol
- Puerta de Cambrón
- Puerta de Bisagra
- Unutrašnjost samostana sv. Ivana
- Unutrašnjost crkve sv. Marije Sniježne (bivša sinagoga)
- Četrvt Antequeruela
- Atrij palače Tavera